# Strontium-82
Strontium-82 of 82Sr (SR-82) is een isotoop van het aardalkalimetaal strontium die van nature niet op aarde voorkomt. Het is een van de 28 radioactieve en dus onstabiele isotopen van strontium.
Strontium-82 ontstaat onder andere door verval van yttrium-82. Het wordt ook geproduceerd door molybdeen of rubidium te beschieten met een bundel hoog-energetische protonen.

## Radioactief verval
Strontium-82 vervalt met een halveringstijd van ongeveer 25½ dag door middel van elektronenvangst tot rubidium-82:
{\displaystyle {\ce {{^{82}_{38}Sr}+{e^{-}}->{^{82}_{37}Rb}+{\nu }_{e}}}}
Dit vervalt op zijn beurt in ruim 1 minuut middels bètaverval tot de stabiele isotoop krypton-82.

## Toepassingen
Strontium-82 wordt in de nucleaire geneeskunde voornamelijk toegepast voor het produceren van de medische marker rubidium-82. De gebruikte verbinding is strontiumchloride, een chloorverbinding die vervalt tot rubidiumchloride. Door de halveringstijd van een kleine maand verliest de werkvoorraad in een rubidiumgenerator na zes tot acht weken zijn bruikbaarheid; de halveringstijd kan iets verschillen, maar na acht weken (56 dagen) is nog ongeveer 22% over, op basis van een halveringstijd van 25,55 dagen. De generator is nodig omdat rubidium zelf in iets meer dan een minuut halveert, te snel om vanaf een productie-eenheid te worden vervoerd naar een ziekenhuis.
73Sr · 74Sr · 75Sr · 76Sr · 77Sr · 78Sr · 79Sr · 80Sr · 81Sr · 82Sr · 83Sr · 83mSr · 84Sr · 85Sr · 85mSr · 86Sr · 86mSr · 87Sr · 87mSr · 88Sr · 89Sr · 90Sr · 91Sr · 92Sr · 93Sr · 94Sr · 95Sr · 96Sr · 97Sr · 97m1Sr · 97m2Sr · 98Sr · 99Sr · 100Sr · 101Sr · 102Sr · 103Sr · 104Sr · 105Sr · 106Sr · 107Sr